# Eduardo Flores Torres
Eduardo Flores Torres (Guayaquil, 26 de agosto de 1926, ibíd. 7 de noviembre de 1961) fue un destacado dirigente del magisterio ecuatoriano y presidente de la Unión Nacional de Educadores Núcleo del Guayas. 

## Asesinato
El profesor Eduardo Flores Torres murió asesinado en Guayaquil el 7 de noviembre de 1961 a las 17:00 en las calles 9 de Octubre y Rumichaca, como consecuencia de una bala de fusil disparada a su cabeza desde la Segunda Zona Militar, cuando protestaba junto al pueblo exigiendo justicia por la muerte de estudiantes, la renuncia inmediata del doctor José María Velasco Ibarra como Presidente de la República del Ecuador y el retorno al derecho constitucional.
Fue una de las víctimas de la masacre ocurrida en Guayaquil en el cuarto gobierno de José María Velasco Ibarra, en la que además cayeron abatidos por la cruenta represión del 6 de noviembre, los estudiantes Luis Miño Girón, Eduardo Montenegro Ponce, Adolfo Gustavo Mariscal López, Fredy Salamea Mora, Serafín Romero Parra y Jefferson Quevedo, quienes junto a cientos de estudiantes secundarios y universitarios habían salido a realizar una protesta pacífica por las denuncias de corrupción como “la compra de la chatarra” –así referida a la compra de armamento militar obsoleto- la falta de pago a los profesores, la elevación de los impuestos y demás situaciones que generaron el descontento de la población.
La masacre de los estudiantes del 6 de noviembre de 1961, se había iniciado aproximadamente a las 9:30 cuando desde el interior del Palacio Municipal se comenzó a disparar a los manifestantes que pacíficamente habían salido a protestar, siendo Alcalde el señor Pedro J. Menéndez Gilbert. En el transcurso de esa mañana el Presidente Velasco Ibarra había mantenido reuniones en la Segunda Zona Militar y declarado a Guayaquil bajo el control del ejército y como Jefe de Operaciones al Coronel Julio García Ayala, Jefe de la Segunda Zona Militar. 
Los pelotones al mando de los oficiales del ejército tomaron posiciones en las bocacalles del sector céntrico de la ciudad, con sus armas listas para hacer fuego y protegidos con máscaras antigases. Esa delicada situación llevaría a que personalidades como el Rector de la Universidad, Dr. Antonio Parra Velasco y el dirigente del Partido Liberal, doctor Raúl Clemente Huerta, se reunieran con el Jefe Coronel Julio García Ayala, para exigir garantías de las personas que participarían en el sepelio y que los efectivos militares no dispararan a los manifestantes.
El 7 de noviembre de 1961, el profesor Eduardo Flores Torres pronunció un discurso en el sepelio de los estudiantes realizado a las 13 junto a otras personalidades de la ciudad y pese a las solicitudes efectuadas al Jefe de la Segunda Zona Militar, fue asesinado ese mismo día frente al edificio de la misma institución del estado ecuatoriano con un disparo a su cabeza. Quien fuera recogido por Manuel Guzmán, un hombre del pueblo, que aseguró a la prensa que había tenido que defender el cuerpo inerte del profesor Flores de los efectivos militares que querían arrebatárselo.
Hecho que fue repudiado por el pueblo inmediatamente. Miles de personas salieron a protestar por la desaparición premeditada del reconocido dirigente del magisterio y hombre de ideales nobles y revolucionarios. Se asegura que el asesinato de Eduardo Flores Torres, no fue fortuito. Por su actividad como dirigente del magisterio fue perseguido y encarcelado en varias ocasiones, siendo la última en junio de 1961 en la que incluso estuvo recluido en el “Infiernillo” de la Cárcel Municipal de Guayaquil y en la que fue alertado por gente del pueblo de las intenciones de asesinarlo en una revuelta ocasionada. 
En su sepelio entre los oradores constan las siguientes personalidades: Abdón Calderón Muñoz por el Partido Liberal, el escritor Enrique Gil Gilbert por el Partido Comunista, la poetisa y educadora Aurora Estrada de Ramírez por las mujeres del Guayas, Agustín Freile Nuñez por el Partido Socialista, Alberto Santos Morla por la Federación de Trabajadores del Guayas, Lcdo Francisco Jaramillo por Concentración de Fuerzas Populares, Jaime Galarza en representación de U.R.J.E, los representantes de UNE Carmen Chiluisa de Franco, Roberto Rivera y Jorge Malavé, así como el estudiante del Vicente Rocafuerte Jorge Sánchez.
El exagente de la CIA Philip Agee denunció que en los años que cubre a 1960-1961, en el Ecuador estaba en implementación un plan premeditado para lograr el rompimiento de las relaciones con Cuba y acciones sistematizadas de contrainsurgencia, que incluía las listas LYNX de elementos subversivos, orientada a la disminución por cualquier medio de “la amenaza de la izquierda”, para lo que utilizaban la ayuda de los servicios de seguridad, servicios militares, policías locales.
El asesinato de Eduardo Flores Torres, consta calificado por la Comisión de la Verdad del Ecuador como Ejecución Extrajudicial en la clasificación de los crímenes de lesa humanidad.